# Bégard
Bégard (bretonska: Bear) är en kommun i departementet Côtes-d'Armor i regionen Bretagne i nordvästra Frankrike. Kommunen ligger i kantonen Bégard som tillhör arrondissementet Guingamp. År 2022 hade Bégard 4 862 invånare.

## Befolkningsutveckling
Antalet invånare i kommunen Bégard
Referens:INSEE